# Allodiastylis johnstoni
Allodiastylis johnstoni är en kräftdjursart som beskrevs av Hale 1946. Allodiastylis johnstoni ingår i släktet Allodiastylis och familjen Gynodiastylidae. Inga underarter finns listade i Catalogue of Life.